# تانیشا موکرجی
تانیشا موکرجی (انگلیسی: Tanishaa Mukerji؛ زادهٔ ۱ ژانویه ۱۹۷۸) یک هنرپیشه اهل هند است. وی از سال ۲۰۰۳ میلادی تاکنون مشغول فعالیت بوده‌است. او خواهر کوچک هنرپیشهٔ معروف کاجول می‌باشد.
وی بازیگر فیلم‌هایی همچون سرکار، سرکار راج، نیل و نیکی بوده‌است.

## فیلم‌شناسی
فیلم
- تمام فیلم‌ها هندی هستند، به جز مواردی که ذکر گردیده‌است.

| سال  | نام فیلم                  | نقش          | نکات       | مرجع  |
| ---- | ------------------------- | ------------ | ---------- | ----- |
| ۲۰۰۴ | پاپ‌کورن بخور و خوش بگذرون | تانی‌یا       |            | [ ۱ ] |
| ۲۰۰۵ | نیل و نیکی                | نیکیتا باکشی |            |       |
| ۲۰۰۵ | سرکار                     | اوانتیکا     |            |       |
| ۲۰۰۵ | تانگو چارلی               | لاچی نارایان |            |       |
| ۲۰۰۷ | به خاطر تو                | دیپیکا       | تامیل فیلم | [ ۲ ] |
| ۲۰۰۸ | یک دو سه                  | چاندنی       |            | [ ۳ ] |
| ۲۰۰۸ | سرکار راج                 | آوانتیکا     |            |       |
| ۲۰۲۱ | اسم رمز عبدل              | سلما         |            |       |